# Knjaževac
Knjaževac (in serbo Књажевац?) è una città e una municipalità del distretto di Zaječar nella parte orientale della Serbia centrale, al confine con la Bulgaria. È un'importante città della regione della Timočka Krajina.